# Lanrodec
Lanrodec (en bretó Lanrodeg) és un municipi francès, situat a la regió de Bretanya, al departament de Costes del Nord. L'any 1999 tenia 843 habitants.

## Demografia
| 1962                                       | 1968 | 1975 | 1982 | 1990 | 1999 |
| ------------------------------------------ | ---- | ---- | ---- | ---- | ---- |
| 755                                        | 844  | 724  | 785  | 801  | 843  |
| Des de 1962: població sense dobles comptes |      |      |      |      |      |

## Administració
| Període   | Identitat           | Partit |
| --------- | ------------------- | ------ |
| 1947-1953 | Albert Ellien       | PCF    |
| 1953-1977 | Louis de Lorgeril   |        |
| 1977-1989 | Louis Le Touze      |        |
| 1989-     | Jean-Pierre Le Goux | UDF    |